# 石津純一郎
石津 純一郎（いしづ じゅんいちろう、1961年2月19日 - ）は、香川県高松市出身のボクシング解説者である。プロボクシング姫路木下ボクシングジムのマネージャーを務めている。横浜国立大学経済学部卒業。

## 人物
姫路木下ジムのマネージャーとして、地方ジムのハンディを乗り越え、スーパーフライ級の川端賢樹、ミドル級の江口啓二を日本チャンピオンに、金井晶聡の連続KO日本記録を作った。
選手にタイトルマッチのチャンスを作ることで定評がある。姫路木下ジムは、2000年からの10年間で20試合のタイトルマッチを行ったが、地方ジムとしては驚異的な多さである。
CS放送のスカイAで、解説者を務めることがある。
東洋太平洋チャンピオンの新田渉世（川崎新田ボクシングジム会長）とは、横浜国立大学の先輩後輩の関係であり、二人一緒にスカイAで解説をしたことがある。
DANGANが主催するインターネット試合配信のBOXING RAISEで、解説者を務めている。
本職は、日本製鉄（旧新日本製鐵）に勤務する部長職である。